# 13 septembre
Pour les articles homonymes, voir Treize-Septembre.
13 août 13 octobre
Chronologies thématiques
- Croisades
- Ferroviaires
- Sports
- Disney
- Anarchisme
- Catholicisme

Abréviations / Voir aussi
- (° 1852) = né en 1852
- († 1885) = mort en 1885
- a.s. = calendrier julien
- n.s. = calendrier grégorien
- Calendrier
- Calendrier perpétuel
- Liste de calendriers
- Naissances du jour

Le 13 septembre est le 256e jour de l'année du calendrier grégorien, 257e lorsqu'elle est bissextile (il en reste ensuite 109).
C'était le jour équivalant aux ides de september (septem ab imbre) du calendrier romain antique jusqu'en -45 ; puis généralement le 27 fructidor du calendrier républicain français, officiellement dénommé jour de la verge d'or (une plante).

## Événements

### IVesiècle
- 335 : la dédicace de la basilique du Saint-Sépulcre, ainsi que du Martyrium, est célébrée solennellement à Jérusalem[1].

### VIesiècle
- 533 : victoire de Bélisaire sur Gélimer, à la bataille de l'Ad Decimum.

### XIIesiècle
- 1195 : bataille de la Mozgawa, opposant les armées de Petite-Pologne de Lech le Blanc, et  de Grande-Pologne de Mieszko III le Vieux.

### XVIesiècle
- 1515 : bataille de Marignan (cinquième guerre d’Italie), victoire des troupes franco-vénitiennes de François Ier sur les mercenaires suisses.
- 1598 : couronnement de Philippe III d'Espagne.

### XVIIIesiècle
- 1743 : traité de Worms[2], assurant une première fois l’Alsace, la Lorraine et les Trois-Évêchés à la France.
- 1745 : couronnement de François Ier du Saint-Empire.
- 1759 : bataille des Plaines d'Abraham (guerre de Sept Ans), victoire des troupes britanniques.
- 1782 : échec d'un assaut majeur franco-espagnol, lors du grand siège de Gibraltar.
- 1791 : l'Assemblée constituante de 1789 fait de la France une monarchie constitutionnelle.

### XIXesiècle
- 1814 : la Royal Navy bombarde Fort McHenry, événement qui inspire à Francis Scott Key la rédaction de The Star-Spangled Banner.
- 1841 : le duc d’Aumale, qui rentre d'Afrique et défile en tête de ses troupes, manque d'être assassiné d'un coup de pistolet par François Quenisset dit « Papart », rue du Faubourg-Saint-Antoine à Paris[3],[4].
- 1847 : victoire américaine de Winfield Scott, à la bataille de Chapultepec, pendant la guerre américano-mexicaine.
- 1882 : bataille de Tel el-Kebir (guerre anglo-égyptienne). Les Britanniques de Garnet Wolseley l'emportent sur les Égyptiens.

### XXesiècle
- 1914 :
  - fin de la bataille du Grand Couronné, victoire des Français du général Castelnau, sur les Allemands du prince Rupprecht de Bavière.
  - la bataille de l'Aisne débute, pendant la Première Guerre mondiale.
- 1922 : début de l'incendie de Smyrne.
- 1923 : instauration de la dictature de Primo de Rivera, en Espagne.
- 1925 : congrès du parti Heildelberg (ancêtre du S.P.D. allemand), du 13 au 18 septembre.
- 1968 : retrait de l'Albanie du pacte de Varsovie.
- 1993 : signature des accords d'Oslo, à Washington, une avancée dans le processus de paix israélo-palestinien. Yitzhak Rabin et Shimon Pérès les Israéliens, et Yasser Arafat le Palestinien, se serrent historiquement et médiatiquement la main, sous l'égide de l'Américain Bill Clinton et d'un parterre d'autres personnalités.

### XXIesiècle
- 2007 : adoption de la Déclaration des droits des peuples autochtones.
- 2018 :
  - à Nauru, la justice arrête le procès des « Dix-neuf de Nauru », et accuse le ministre de la Justice David Adeang d'« affront honteux à l'État de droit ».
  - en Slovénie, le gouvernement de Marjan Šarec remplace celui de Miro Cerar.
- 2021 : en Norvège, les élections législatives se tiennent afin d'élire les 169 députés de la 63e législature du Storting pour un mandat de quatre ans[5]. Le Parti travailliste mené par Jonas Gahr Støre arrive en tête du suffrage[6].
- 2023 : au Viêt Nam, un incendie se déclare dans la capitale du pays, Hanoï, dans la nuit du 12 au 13 septembre.

## Arts, culture et religion
- 509 av. J.-C. : date officielle de dédicace du temple de Jupiter capitolin, en ces ides de september de la première année de République romaine coïncidente.
- 604 : Sabinien devient pape.
- 1276 : élection du pape Jean XXI (Pedro Juliao, de son vrai nom).
- 1541 : Jean Calvin quitte Strasbourg pour Genève.
- 1985 : sortie du jeu vidéo Super Mario Bros. développé par Nintendo sur NES/Famicom au Japon[7].
- 1993 : sortie de l'album musical In Utero, du groupe américain Nirvana.
- 1999 : Johnny Hallyday, sort l'album Sang pour sang qui est, à ce jour[Quand ?], l'album du chanteur le plus vendu, totalisant plus de deux millions d'exemplaires.

## Sciences et techniques
- 1848 : Phineas Gage subit un traumatisme crânien, ce qui permet une meilleure compréhension du fonctionnement du cerveau.
- 1959 : lancement de la sonde soviétique Luna 2, qui atteint la Lune le lendemain.
- 1994 : à Toulouse, premier vol du Béluga d'Airbus, l'avion gros porteur le plus volumineux au monde.

## Économie et société
- 2007 : Teddy Riner devient champion du monde de judo dans la catégorie des plus de 100 kilos[8].
- 2016 : le Conseil d'État français autorise les grands groupes de radios à acheter des stations supplémentaires[9].

## Naissances

### Iersiècle
- 64 : Julia Titi, fille de l'empereur Titus († 91).

### XIesiècle
- 1087 : Jean II Comnène (Ιωάννης Β' Κομνηνός), empereur byzantin de 1118 à 1143 († 8 avril 1143).

### XVesiècle
- 1475 : César Borgia, noble, militaire et homme d'État italien († 12 mars 1507).

### XVIIesiècle
- 1687 : Pierre de Lauzon, prêtre jésuite, missionnaire en Nouvelle-France († 5 septembre 1742).

### XVIIIesiècle
- 1722 : François Joseph Paul de Grasse, militaire français († 11 janvier 1788).
- 1762 : Antoine Merlin de Thionville, homme politique français († 14 septembre 1833).
- 1775 : Laura Secord, héroïne canadienne de la guerre anglo-américaine de 1812 († 17 octobre 1868).

### XIXesiècle
- 1803 : Grandville (Jean Ignace Isidore Gérard dit), dessinateur, caricaturiste, aquarelliste et lithographe français († 17 mars 1847).
- 1819 : Clara Schumann, musicienne allemande († 20 mai 1896).
- 1842 : Jan Puzyna de Kosielsko, prélat polonais († 8 septembre 1911).
- 1857 : Milton Snavely Hershey, industriel et philanthrope américain († 13 octobre 1945).
- 1860 : John Pershing, militaire américain († 15 juillet 1948).
- 1862 : Jeanne de Balanda, religieuse française († 31 mars 1925).
- 1863 : Arthur Henderson, homme politique britannique, chef du Parti travailliste de 1908 à 1910, de 1914 à 1917 et de 1931 à 1932, ministre des Affaires de 1929 à 1931 et de l'Éducation 1915 à 1916 († 20 octobre 1935).
- 1873 : Constantin Carathéodory (Κωνσταντίνος Καραθεοδωρή), mathématicien grec († 2 février 1950).
- 1874 : Arnold Schönberg, compositeur autrichien († 13 juillet 1951).
- 1876 : Sherwood Anderson, écrivain américain († 8 mars 1941).
- 1877 : Stanley Lord, marin britannique († 24 janvier 1962).
- 1879 : Evelyn Brooke, infirmière néo-zélandaise († 11 février 1962).
- 1880 : Georges-Alexandre Courchesne, prélat canadien († 14 novembre 1950).
- 1886 : Robert Robinson, chimiste britannique, prix Nobel de chimie en 1947 († 8 février 1975).
- 1887 :
  - Theodore Roosevelt Junior, homme politique, homme d'affaires et militaire américain († 12 juillet 1944).
  - Lavoslav Ružička, chimiste croate, prix Nobel de chimie en 1939 († 26 septembre 1976).
- 1891 : Sisowath Vatchayavong, homme politique cambodgien, Premier ministre cambodgien de 1947 à 1948 († 30 janvier 1972).
- 1899 : Marcelle de Manziarly, pianiste, professeur de musique, cheffe d'orchestre et compositrice française († 12 mai 1989).

### XXesiècle
- 1903 : Claudette Colbert, actrice franco-américaine († 30 juillet 1996).
- 1905 : Felipe Maeztu, officier français de la Légion étrangère († 18 décembre 1958).
- 1909 : Wang Dulu, écrivain chinois († 12 février 1977).
- 1910 : Chu Berry (Leon Brown Berry dit), musicien américain († 30 octobre 1941).
- 1911 : Bill Monroe (William Smith Monroe dit), chanteur américain († 9 septembre 1996).
- 1912 :
  - Horace Welcome Babcock, astronome américain († 29 août 2003).
  - Reta Shaw, actrice américaine († 8 janvier 1982).
  - Joseph-Antonio Thomas, homme politique canadien († 19 janvier 1998).
- 1916 : Roald Dahl, écrivain britannique († 23 novembre 1990).
- 1918 : 
  - Richard Benjamin « Dick » Haymes, chanteur et acteur argentin († 28 mars 1980).
  - Rosemary Kennedy, socialite américaine, sœur cadette immédiate de John Fitzgerald Kennedy, 35e président des États-Unis († 7 janvier 2005).
- 1919 : Olle Anderberg, lutteur suédois, champion olympique († 26 septembre 2003).
- 1922 :
  - Charles Brown, musicien américain († 21 janvier 1999).
  - Yma Sumac (Zoila Augusta Emperatriz Chávarri del Castillo dite), chanteuse péruvienne († 1er novembre 2008).
- 1923 : 
  - Édouard Boubat, photographe français († 30 juin 1999).
  - Hubert Deschamps, acteur français († 29 décembre 1998).
- 1924 :
  - Scott Brady, acteur américain († 16 avril 1985).
  - Maurice Jarre, compositeur français († 29 mars 2009).
- 1925 : 
  - Mel Tormé, musicien américain († 5 juin 1999).
  - Sergueï Salnikov, footballeur russe † 9 mai 1984).
- 1926 : Emile Francis, hockeyeur canadien († 19 février 2022).
- 1928 : Robert Indiana, artiste américain († 19 mai 2018).
- 1929 : Jean Pinet, docteur-ingénieur, pilote de chasse, d'essais, et du Concorde, instructeur pilote de ligne et administrateur français.
- 1930 : James McLane, nageur américain, triple champion olympique † 13 décembre 2020).
- 1931 :
  - Barbara Bain, actrice américaine.
  - Robert Bédard, joueur de tennis canadien.
  - Marjorie Jackson, athlète australienne spécialiste du sprint, double championne olympique.
- 1932 :
  - Bronius Kutavicius, compositeur lituanien († 29 septembre 2021).
  - Anton Nanut, chef d'orchestre slovène († 13 janvier 2017).
  - Pedro Rubiano Sáenz, prélat colombien († 15 avril 2024).
- 1934 : Madeleine de Sinéty, photographe franco-américaine († 22 décembre 2011).
- 1935 :
  - Chamaco (Antonio Borrero Morano dit), matador espagnol († 11 novembre 2009).
  - Jean-Claude Hertzog, prélat français († 24 novembre 2005).
- 1936 :
  - Michel Charrel, acteur français.
  - Werner Hollweg, ténor allemand († 1er janvier 2007).
- 1937 : Donald Virgil « Don » Bluth, dessinateur et réalisateur de dessins animés américain.
- 1939 : Richard Kiel, professeur de mathématiques puis acteur américain († 10 septembre 2014).
- 1940 : Pierre-Luc Séguillon, journaliste français († 31 octobre 2010).
- 1941 :
  - Tadao Andō (安藤 忠雄), architecte japonais.
  - Óscar Arias Sánchez, homme politique costaricain, président du Costa Rica de 1986 à 1990 puis de 2006 à 2010, prix Nobel de la paix en 1987.
  - Pierre Barthès, joueur de tennis français.
  - David Clayton-Thomas, musicien, chanteur et compositeur canadien du groupe Blood, Sweat and Tears.
- 1942 :
  - Michel Côté, homme politique canadien.
  - Michel Sitjar, joueur de rugby à XV et à XIII français († 10 juin 2019).
  - Vladislav Zolotaryov, compositeur et bayaniste soviétique († 13 mai 1975).
- 1944 :
  - Jacqueline Bisset, actrice britannique.
  - Peter Cetera, musicien américain, chanteur et bassiste du groupe Chicago.
  - Henri de Jordan, peintre français († 31 janvier 1996).
  - Mike Marshall, acteur franco-américain († 2 juin 2005).
- 1945 :
  - Noël Godin, entarteur belge.
  - Bernard Lenoir, homme de radio français.
- 1946 : Yvan Pommaux, auteur de littérature d'enfance et de jeunesse et de bande dessinée français.
- 1948 : Nell Carter, acteur américain († 23 janvier 2003).
- 1949 : Marcel Gauthier, acteur canadien.
- 1951 : Jean Smart, actrice américaine.
- 1952 : 
  - Randy Jones, chanteur américain du groupe Village People.
  - Johanna Schaller, athlète allemande, championne olympique sur 110 m haies.
- 1956 : Joni Sledge, chanteuse et compositrice américaine du groupe Sister Sledge († 10 mars 2017).
- 1958 :
  - Chantal Francke, humoriste et actrice canadienne de la troupe Rock et Belles Oreilles.
  - Bertrand St-Arnaud, homme politique québécois, ministre de la Justice de 2012 à 2014.
- 1960 : Hélène Conway-Mouret, femme politique française, ministre déléguée chargée des Français de l'étranger de 2012 à 2014.
- 1961 :
  - François Groslière, peintre français.
  - Dave Mustaine, chanteur et musicien américain, guitariste des groupes Metallica et Megadeth.
- 1962 : Satveer Singh Gurjar, personnalité politique de l'Inde.
- 1965 : Zak Starkey, batteur britannique du groupe Oasis.
- 1967 : Michael Johnson, athlète américain.
- 1968 :
  - Brad Johnson, joueur de football américain.
  - Emma Sjöberg, actrice suédoise.
  - Bernie Williams, joueur de baseball professionnel et musicien portoricain.
  - Laura Cutina, gymnaste roumaine, championne olympique.
- 1969 : David Gategno (David Olivier Maruani ou David Marouani dit), compositeur et interprète français (initialement du duo David et Jonathan).
- 1970 : Louise Lombard, actrice britannique.
- 1971 :
  - Goran Ivanišević, joueur de tennis croate.
  - Stella McCartney, styliste britannique.
- 1972 : 
  - Bang Soo-hyun, joueuse de badminton sud-coréenne, championne olympique.
  - Thomas Jacobsen, skipper danois, champion olympique.
- 1973 :
  - Christine Arron, athlète française.
  - Fabio Cannavaro, footballeur italien.
- 1974 :
  - Éric Lapointe (en), joueur canadien de football canadien.
  - Craig Rivet, hockeyeur canadien.
- 1975 :
  - Joe Don Rooney (en), musicien et chanteur américain du groupe Rascal Flatts.
  - Patricia Spehar, comédienne française.
- 1976 : José Théodore, hockeyeur canadien.
- 1977 :
  - Fiona Apple, chanteuse américaine.
  - Vitorino Hilton, footballeur brésilien.
  - Pola Oloixarac, romancière argentine.
- 1979 :
  - Jacynthe (Jacynthe Millette-Bilodeau dite), chanteuse québécoise.
  - Fernando Robleño, matador espagnol.
  - Varteres Samurgashev, lutteur russe d'origine arménienne, champion olympique.
- 1980 : Daisuke Matsuzaka (松坂 大輔), joueur de baseball japonais.
- 1985 : Bader Al Homoud, réalisateur et scénariste saoudien.
- 1986 : Kamui Kobayashi ((小林 可夢偉), pilote automobile japonais.
- 1989 : Thomas Müller, footballeur allemand.
- 1991 : Tekiath Ben Yessouf, taekwondoïste nigérienne.
- 1993 :
  - Aisha Dee, actrice australienne.
  - Niall Horan, musicien et chanteur irlandais du groupe One Direction.
- 1995 : 
  - Robbie Kay, acteur britannique.
  - Błażej Podleśny, joueur polonais de volley-ball.
- 1996 : Lili Reinhart, actrice américaine.

## Décès

### Iersiècle
- 81 : Titus, empereur romain de 79 à 81 (° 30 décembre 39).

### XVesiècle
- 1488 : Charles II de Bourbon, prélat français (° 1433).

### XVIesiècle
- 1506 : Andrea Mantegna, peintre et graveur italien (° v. 1431).
- 1592 : Michel de Montaigne, écrivain et philosophe français (° 28 février 1533).
- 1598 : Philippe II, roi d'Espagne de 1556 à 1598, de Portugal et des Algarves de 1580 à 1598 et de Naples et de Sicile de 1554 à 1598 (° 21 mai 1527).

### XVIIIesiècle
- 1721 : François de Mailly, prélat français (° 4 mars 1658).
- 1759 : James Wolfe, militaire britannique (° 2 janvier 1727).
- 1794 : Jean-Pierre Claris de Florian, homme de lettres français (° 6 mars 1755).

### XIXesiècle
- 1820 : François Christophe Kellermann, militaire français (° 28 mai 1735).
- 1880 : Pelegrí Clavé, peintre romantique espagnol (° 27 juin 1811).
- 1886 : 
  - Louis-Hector Allemand, peintre français (° 5 août 1809).
  - James Metcalfe, homme politique canadien (° 1822).
- 1894 : Emmanuel Chabrier, compositeur français (° 18 janvier 1841).
- 1896 : Jules Rochard, médecin français, président de l'Académie nationale de médecine (° 30 octobre 1819).
- 1899 : « Pepete » (José Rodríguez Davié dit), matador espagnol (° 14 mai 1867).

### XXesiècle
- 1903 : Antonio Reverte, matador espagnol (° 28 avril 1870).
- 1918 : Édouard d'Anhalt, duc régnant d'Anhalt en 1918 (° 18 avril 1861).
- 1926 : Alfred von Bary, ténor germano-maltais (° 18 janvier 1873).
- 1931 : Lili Elbe, artiste peintre danoise et femme trans (° 28 décembre 1882).
- 1945 : Annibale Comessatti, mathématicien italien (° 30 janvier 1886).
- 1951 : Geoffrey Forrest Hughes, aviateur et homme d'affaires australien (° 12 juillet 1895).
- 1958 : Ruben Um Nyobe, homme politique camerounais (° 10 avril 1913).
- 1969 : Abd al-Rahman al-Kayyali, médecin syrien, membre du mouvement nationaliste syrien, ministre de la Justice (° 1887).
- 1973 : Betty Field, actrice américaine (° 8 février 1913).
- 1976 :
  - Armand Mondou, hockeyeur professionnel canadien. (° 27 juin 1905).
  - Albert Tessier, prêtre, historien et cinéaste canadien (° 6 mars 1895).
- 1977 : Leopold Stokowski, chef d'orchestre américain (° 18 avril 1882).
- 1978 : Janine Bouissounouse, romancière, historienne, journaliste et critique de cinéma française (° 17 juillet 1903).
- 1985 : Benno Sterzenbach, acteur de cinéma, de théâtre et un réalisateur allemand (° 3 mars 1916).
- 1987 : Mervyn LeRoy, réalisateur américain (° 15 octobre 1900).
- 1991 :
  - Huy Kanthoul, homme politique cambodgien, Premier ministre cambodgien de 1951 à 1952 (° 1er février 1909).
  - Joe Pasternak, producteur de cinéma et de télévision américain (° 19 septembre 1901).
- 1993 : Frederick Campion Steward, botaniste britannique (° 16 juin 1904).
- 1994 : Carl Voss, hockeyeur américain (° 6 janvier 1907).
- 1995 : Bernardus Johannes van Buel, homme politique néerlandais (° 13 juin 1913).
- 1996 :
  - Jane Baxter, actrice britannique (° 9 septembre 1909).
  - Tupac Shakur (Lesane Parish Crooks dit), musicien et acteur américain (° 16 juin 1971).
  - Wiktor Woroszylski, homme de lettres polonais (° 8 juin 1927).
- 1997 :
  - Roger Frey, homme politique français (° 11 juin 1913).
  - Georges Guétary, chanteur français (° 8 février 1915).
- 1998 :
  - Alois Grillmeier, théologien et prélat allemand (° 1er janvier 1910).
  - Owen Horwood, homme politique sud-africain (° 6 décembre 1916).
  - Mohamed Mancona Kouyaté, homme politique guinéen (° 1924).
  - Harry Lumley, hockeyeur canadien (° 11 novembre 1926).
  - Antonio Núñez Jiménez, révolutionnaire, anthropologue et géographe cubain (° 20 avril 1923).
  - Jorgen Roos, documentariste danois (° 14 août 1922).
  - George Wallace, homme politique américain (° 25 août 1919).
- 1999 : Roland Blanche, acteur français (° 31 décembre 1943).
- 2000 : Georges Le Sant, compagnon de la Libération (° 5 décembre 1914).

### XXIesiècle
- 2001 : Dorothy McGuire, actrice américaine (° 14 juin 1916).
- 2002 : George Stanley, historien et enseignant canadien (° 6 juillet 1907).
- 2005 :
  - Julio César Turbay Ayala, homme politique colombien, président de la République de Colombie de 1978 à 1982 (° 18 juin 1916).
  - Toni Fritsch, footballeur et joueur de foot U.S. autrichien (° 10 juillet 1945).
- 2006 : Ann Richards, femme politique américaine (° 1er septembre 1933).
- 2007 :
  - Gaetano Arfé, journaliste, homme politique et historien italien (° 12 novembre 1925).
  - Abdul Sattar Abou Richa, cheikh sunnite irakien (° ? 1972).
  - Supernana (Catherine Pelletier dite), animatrice de radio (° 6 février 1954).
- 2008 :
  - Peter Camejo, homme d'affaires et homme politique américain (° 31 décembre 1939).
  - Olin Stephens, architecte naval américain (° 13 avril 1908).
- 2009 : Paul Burke, acteur américain (° 12 juillet 1926).
- 2011 :
  - DJ Mehdi (Mehdi Favéris-Essadi dit), producteur de musique et compositeur de hip-hop et de musique électronique (° 20 janvier 1977).
  - Richard Hamilton, artiste peintre et graphiste britannique (° 24 février 1922).
- 2012 : Peter Lougheed, avocat et homme politique canadien, Premier ministre de l'Alberta de 1971 à 1985 (° 26 juillet 1928).
- 2016 : 
  - Anne Germain, chanteuse et doubleuse vocale française (° 15 avril 1935).
  - Yoro Khary Fall, historien et universitaire sénégalais.
- 2019 : Eddie Money, chanteur américain (° 21 mars 1949).
- 2020 : 
  - Bernard Debré, médecin urologue et homme politique français, ancien député, maire et ministre (° 30 septembre 1944).
  - André Lespagnol, universitaire, historien et homme politique français et breton (° 26 juillet 1943).
- 2021 : 
  - Michel Garneau, poète canadien (°25 avril 1939).
  - Olivier Giscard d'Estaing, homme d'affaires et politique français (°30 décembre 1927).
  - Antony Hewish, astronome britannique (°11 mai 1924).
  - Borisav Jović, diplomate serbe (°19 octobre 1928).
  - Andrei Makeyev, joueur de basket-ball soviétique (°3 février 1952).
  - Fred Stanfield, joueur et entraîneur de hockey sur glace canadien (°4 mai 1944).
  - George Wein. musicien américain de jazz (°3 octobre 1925).
- 2022 : 
  - Jack Charles, acteur australien (°5 septembre 1943).
  - Jean-Luc Godard, cinéaste franco-suisse (°3 décembre 1930).

## Célébrations
La Journée internationale du chocolat

### Nationales
- Brésil : début de la semaine farroupilha[11] commémorant la révolution farroupilha remportée par des dirigeants gauchos en 1845.
- États-Unis : National Celiac Awareness Day / journée de sensibilisation à la maladie cœliaque.
- Mexique : día de los Niños Héroes[12] / « jour des enfants héros » commémorant les cadets du collège militaire qui défendirent héroïquement le château de Mexico lors de la bataille de Chapultepec en 1847 comme la veille 12 septembre.
- Roumanie : Journée des pompiers de Roumanie (ro) commémorant la bataille (ro) de la butte de Spirea, ayant eu lieu le même jour de 1848 durant la révolution roumaine près de Bucarest, entre des combattants de la principauté de Valachie — dont une compagnie de pompiers dirigés par le capitaine Pavel Zaganescu (ro) — et un corps d'armée de l’Empire ottoman.
- Russie : journée des programmeurs (la veille 12 septembre aussi lors d'une année bissextile).

### Religieuses
- Fêtes religieuses romaines : Epulum Jovis ou Epulum Iovis en l'honneur du dieu des dieux Jupiter / Zeus pater[réf. nécessaire] en ces ides du mois romain de september / septem ab imbre (voir Arts, culture et religion officiellement en -509 ci-avant).
- Christianisme : dédicace de la basilique du Saint-Sépulcre de 355 à Jérusalem, dédicace des basiliques que l’empereur romain Constantin voulut construire sur le Calvaire et le Saint-Sépulcre.[réf. nécessaire]

### Saints des Églises chrétiennes

#### Catholiques et orthodoxes
Saints du jour, :
- Aimé de Sion († 690), évêque en Valais, patron de Douai.
- Aimé de Remiremont († vers 627 ou 629) - ou « Aimé » -, moine à Saint-Maurice-en-Valais puis à Luxeuil, abbé et enfin ermite dans une grotte.
- Amand (VIe siècle) - ou « Armand » ou « Aman » -, cinquième évêque de Vannes en Bretagne.
- Cronidès - ou « Cronide » -, Léonce et Sérapion (IIIe siècle), martyrs qui auraient été jetés dans la mer, à Alexandrie, sous l’empereur Maximin ; fêtés le 12 septembre[15] en Occident.
- Hélidie (Xe siècle), Vierge et martyre d'Auvergne.
- Israël († 1014), chanoine du Dorat au diocèse de Limoges.
- Jean Chrysostome (ou "Bouche d'or") (349 - 407), archevêque de Constantinople, docteur de l'Église ; date occidentale, fêté le 30 janvier en Orient, saint patron du chanteur français Carlos.
- Julien de Galatie (IVe siècle), prêtre et martyr avec ses quarante compagnons, sous l’empereur Licinius, à Ancyre, en Galatie ; date occidentale, fêté le 12 septembre en Orient[16].
- Lidoire de Tours († 371) - ou « Litoire », « Lictor », « Ligoire », « Litorius » ou « Lidorius » -, évêque de Tours et prédécesseur de Martin de Tours en Touraine.
- Marcellin de Carthage († 413), tribun et notaire, martyr à Carthage dans l'actuelle Tunisie par la main des donatistes ; date occidentale, fêté le 18 mars[17] ou le 6 avril[18] en Orient.
- Macédonius, Théodule et Tacien († 362), Martyr à Meros de Phrygie sous Julien l'apostat[19].
- Maurille d'Angers († 437), évêque d'Angers. Cf. été de la saint Maurille infra.
- Nectaire († vers 550), évêque d'Autun en Bourgogne.
- Vénère (VIIe siècle), Ermite et abbé.

#### Saints catholiques
Saints du jour :
- Aurèle-Marie († 1936) - ou « Aurelio María » -, bienheureux, frère des Écoles chrétiennes, martyr à Almería en Andalousie pendant la guerre d'Espagne.
- Claude Dumonet († 1794), bienheureux, prêtre de Mâcon et professeur de collège, martyr des pontons de Rochefort pendant la Révolution française.
- François de Calderola († 1507), bienheureux franciscain italien.
- José Álvarez-Benavides de la Torre (pl), bienheureux, prêtre martyr à Almería en Andalousie pendant la guerre d'Espagne.
- Marie de Jésus Lopez de Rivas († 1640), bienheureuse, carmélite déchaussée.

#### Saints orthodoxes
- Saint Hiérothée († 1745) - ou « Hierothée » - dit « le Jeune », ascète au monastère d'Iviron au Mont Athos.
- Jean de Prislop (XVe siècle - XVIe siècle), ermite près du monastère de Prislop (ro) non loin de Hunedoara dans le sud de la Transylvanie (aujourd'hui en Roumanie).
- Saint Kéthévane († 1624) - ou « Kethevane » ou « Kethevan » -, reine de Kakhétie en Géorgie, martyre à Chiraz en Perse par la main des musulmans sur ordre du chah Abbas.

### Prénoms du jour
Bonne fête aux Aimé, Aimée (et Aziz compte tenu de sa parenté de signification arabophone avec Aimé)[réf. souhaitée].
Et aussi aux :
- Aman et ses variantes bretonnes aussi : Amand, Amanz, etc.
- Lidoire,
- Marcellin et ses variantes : Marcelin, Marcelino et Marcellino.
- Maurille (expression météo suivante).

## Traditions et superstitions
- Maghreb pan-berbère : dernier jour de l'été du calendrier berbère.
- Maurille d'Angers ayant été un compagnon de Martin de Tours puis un évêque jardinier dont une légende raconte le miracle de l’éclosion de fleurs en septembre, cette période est appelée « été de la Saint-Maurille »[20] par analogie avec l'été de la Saint-Michel ou l’été de la Saint-Martin.

### Dictons du jour
- « À la saint-Aimé, point de mouton affamé. »[21]

### Astrologie
- Signe du zodiaque : vingt-deuxième jour du signe astrologique de la Vierge.

## Toponymie
- Plusieurs voies, places, sites ou édifices de pays ou provinces francophones contiennent la date du jour dans leur nom sous diverses graphies possibles : voir Treize-Septembre.